# 50ª Mostra internazionale d'arte cinematografica di Venezia
La 50ª edizione della Mostra internazionale d'arte cinematografica di Venezia si è svolta a Venezia, Italia, dal 31 agosto all'11 settembre del 1993.

## Giuria e Premi
La giuria era così composta:

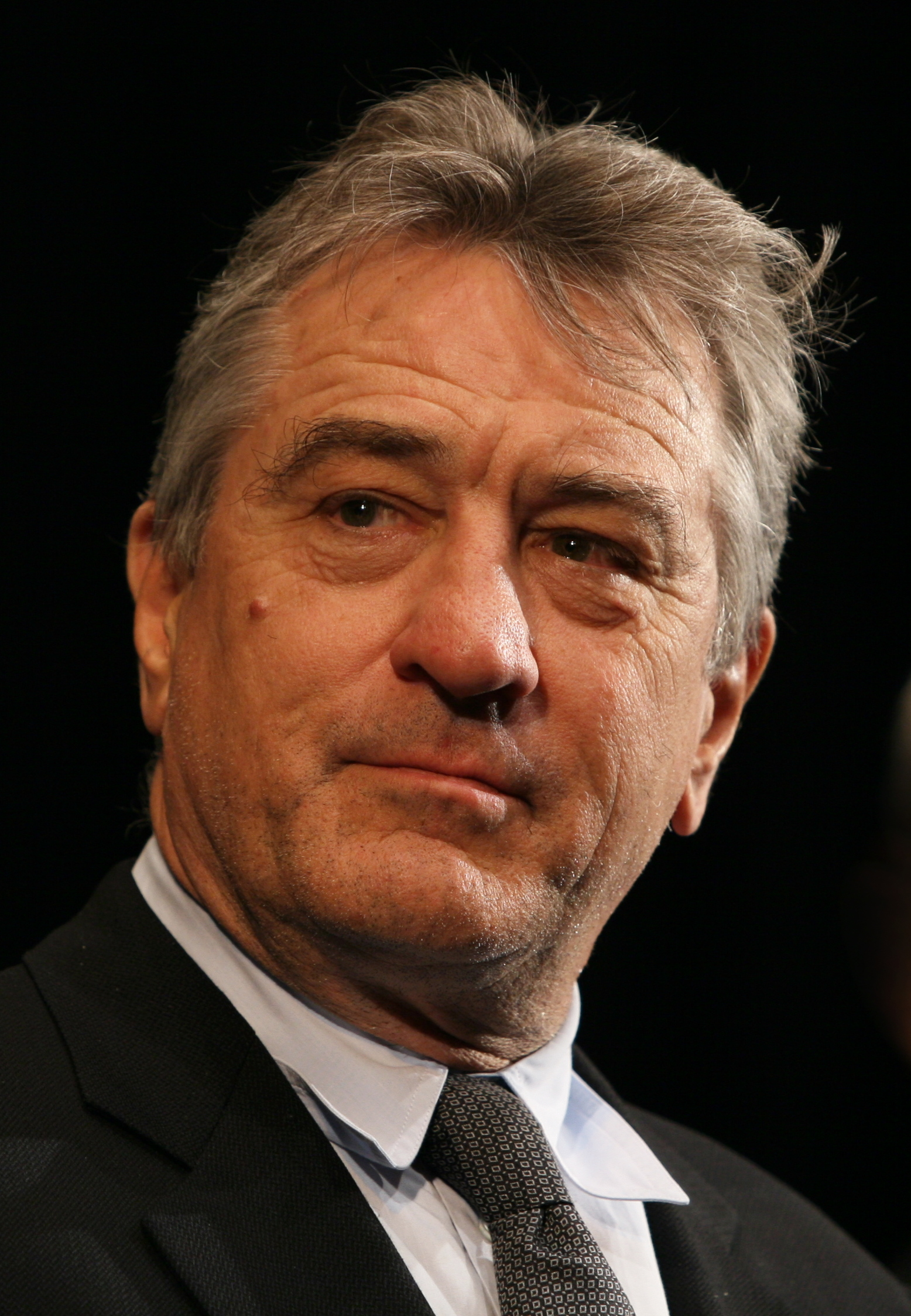
Robert De Niro, Leone d'Oro alla carriera 1993

- Peter Weir (presidente, Australia), Mohamed Camara (Guinea), Pierre-Henri Deleau (Francia), Carla Gravina (Italia), Giuseppe Tornatore (Italia), James Ivory (Gran Bretagna), Chen Kaige (Cina), Nelson Pereira Dos Santos (Brasile), Abdulah Sidran (Repubblica Federale di Jugoslavia).

I principali premi distribuiti furono:
- Leone d'oro al miglior film: America Oggi (Short Cuts) di Robert Altman ex aequo Tre colori: Film Blu (Trois couleurs: Bleu) di Krzysztof Kieślowski
- Leone d'argento - Gran premio della giuria: Bad Boy Bubby (Bad Boy Bubby) di Rolf De Heer
- Leone d'Argento - Premio speciale per la regia: Bahtiër Hudojnazarov per Pari e patta (Koš ba koš)
- Coppa Volpi al miglior attore: Fabrizio Bentivoglio per Un'anima divisa in due
- Coppa Volpi alla miglior attrice: Juliette Binoche per Tre colori: Film Blu (Trois couleurs: Bleu)
- Coppa Volpi speciale al miglior cast per  America Oggi
- Leone d'oro alla carriera: Claudia Cardinale, Roman Polański, Robert De Niro e Steven Spielberg

## Sezioni principali

### Film in concorso
- Ahimè! (Hélas pour moi), regia di Jean-Luc Godard (Francia/Svizzera)
- America oggi (Short Cuts), regia di Robert Altman (Stati Uniti d'America)
- Bad Boy Bubby, regia di Rolf de Heer (Australia/Italia)
- Conversazione con l'uomo dell'armadio (Rozmowa z czlowiekiem z szafy), regia di Mariusz Grzegorzek (Polonia)
- Cowgirl - Il nuovo sesso (Even Cowgirls Get the Blues), regia di Gus Van Sant (Stati Uniti d'America)
- Di questo non si parla (De eso no se habla), regia di María Luisa Bemberg (Argentina/Italia)
- Dove siete? Io sono qui, regia di Liliana Cavani (Italia)
- L'ombra del dubbio (L'ombre du doute), regia di Aline Issermann (Francia)
- La prossima volta il fuoco, regia di Fabio Carpi (Italia/Francia/Svizzera)
- Le tentazioni di un monaco (Yòu sēng), regia di Clara Law (Hong Kong)
- Occhi di serpente (Snake Eyes), regia di Abel Ferrara (Italia/Stati Uniti d'America)
- Pari e patta (Koš ba koš), regia di Bahtiër Hudojnazarov (Tagikistan/Russia/Svizzera/Germania/Giappone)
- Qui sulla terra (Aqui na Terra), regia di João Botelho (Portogallo/Regno Unito)
- Spara che ti passa (¡Dispara!), regia di Carlos Saura (Spagna/Italia)
- Tre colori - Film blu (Trois couleurs: Bleu), regia di Krzysztof Kieślowski (Francia/Polonia/Svizzera)
- Un'anima divisa in due, regia di Silvio Soldini (Italia/Svizzera/Francia)
- Un, due, tre, stella! (Un, deux, trois, soleil), regia di Bertrand Blier (Francia)
- Za zui zi, regia di Miaomiao Liu (Cina)

### Film fuori concorso
- Bronx (A Bronx Tale), regia di Robert De Niro
- L'età dell'innocenza (The Age of Innocence), regia di Martin Scorsese
- Misterioso omicidio a Manhattan (Manhattan Murder Mystery), regia di Woody Allen
- Il segreto del bosco vecchio, regia di Ermanno Olmi

### Notti veneziane
- Boxing Helena, regia di Jennifer Chambers Lynch
- Dave - Presidente per un giorno (Dave), regia di Ivan Reitman
- Diki Vostok, regia di Rachid Dougmanov
- L'enfant lion, regia di Patrick Grandperret
- Il fuggitivo, regia di Andrew Davis
- Kalifornia, regia di Dominic Sena
- La madre morta (La madre muerta), regia di Juanma Bajo Ulloa
- Nel centro del mirino (In the Line of Fire), regia di Wolfgang Petersen
- Quattro bravi ragazzi, regia di Claudio Camarca
- Posse - La leggenda di Jessie Lee (Posse: The Revenge of Jessie Lee)
- Tina - What's Love Got to Do with It (What's Love Got to Do with It), regia di Brian Gibson

### Panorama italiano
- Lest, regia di Giulio Base
- Portagli i miei saluti... avanzi di galera, regia di Gianna Maria Garbelli
- E quando lei morì fu lutto nazionale, regia di Lucio Gaudino
- Condannato a nozze, regia di Giuseppe Piccioni
- Mille bolle blu, regia di Leone Pompucci
- Il giorno di San Sebastiano, regia di Pasquale Scimeca
- Bonus Malus', regia di Vito Zagarrio